# Nefertum

Immagine di Nefertum

Nefertum (o Nefertem) è una divinità egizia appartenente alla religione dell'antico Egitto. Il nome deriva dall'egizio "nfr-tm" ovvero "Perfetto, senza uguali" ed era un antico dio della regione di Menfi, la capitale dell'Antico Regno.
La Cosmogonia ermopolitana aveva Nefertum tra le divinità principali ma durante il Nuovo Regno il dio Ptah venne dotato di una famiglia.
Secondo la leggenda, Nefertum divenne figlio del dio Ptah e della dea Sekhmet ma a Eliopoli era indicato come il figlio di Bastet.
Nefertum era il dio dei profumi avendo portato a Ra un fiore profumato per alleviarne le sofferenze e dio dell'immortalità rappresentando il fior di loto emerso dal Caos iniziale, simbolo della nascita e di rigenerazione.
Viene chiamato anche Ra giovane perché simbolo del calore del sole che sorge ed il suo nome compare nei Testi delle Piramidi come "Fiore di loto al naso di Ra".
Pur facendo parte delle divinità che componevano il tribunale degli dei per giudicare i defunti, non sembra abbia avuto templi o culti a lui dedicati.

## Iconografia
Nefertum aveva un aspetto variabile anche se generalmente veniva rappresentato come uomo ma non mancano immagini che lo raffigurano leone, come figlio di Sekhmet, oppure come leone ma con corpo antropomorfo.
È anche raffigurato come divinità infante sui fiori ma aveva sempre il loto (Nymphaea nouchali var. caerulea) e due piume sopra la testa, se non il nome espressamente indicato.

## Menzione nella Duat
Il verso è tratto dal Libro dei Morti, testo che parla della Duat e dei defunti che l'attraversano per raggiungere i Campi Iaru.

## Triade
Nefertum fa parte della triade di Menfi, insieme ai genitori Ptah e Sekhmet.